# Caio Servílio Aala
Caio Servílio Estruto Aala (em latim: Gaius Servilius Structus Ahala) ou Caio Servílio Estruto Axila (em latim: Gaius Servilius Structus Axila) foi um político da gente Servília no século V a.C. e considerado por muitos escritores antigos um herói. Sua fama deriva principalmente de seu conflito com Espúrio Mélio, em 439 a.C., morto por ele com um adaga escondida em sua axila. Esta história, porém, é provavelmente um mito etiológico inventado para explicar o cognome "Aala" ou "Áxila" (que significa "axila"), provavelmente de origem etrusca.

## História
Como relatado por Lívio e outros, Aala serviu como mestre da cavalaria em 439 a.C., ano no qual Lúcio Quíncio Cincinato foi nomeado ditador para enfrentar Espúrio Mélio, que estaria tramando contra a República Romana numa tentativa de se tornar rei de Roma. Durante a noite do dia da nomeação, o Capitólio e todos pontos de guarda foram guarnecidos por aliados dos patrícios. Na manhã seguinte, quando o povo se reuniu no Fórum, incluindo Espúrio Mélio, Aala convocou-o a se apresentar ao ditador. Quando Mélio se recusou e tentou se refugiar entre a multidão, Aala avançou e o matou.
Este evento foi mencionado por diversos autores posteriores como um exemplo do heroísmo romano e é frequentemente mencionado por Cícero com grande admiração, mas foi considerado um caso de assassinato na época. Aala processado e e só escapou ser condenado se auto-exilando. Lívio não menciona nada disto e só relata que uma lei foi apresentada três anos depois, em 436 a.C., por um outro Espúrio Mélio, tribuno da plebe, autorizando o confisco das propriedades de Aala, mas não foi aprovada.
Uma representação de Aala aparece numa moeda de Marco Júnio Bruto, um dos assassinos de Júlio César, mas não é possível supor que ela seja nada mais do que uma representação imaginária. Bruto alegava (possivelmente sem base alguma) ser descendente de Lúcio Júnio Bruto, o primeiro cônsul romano, pelo lado paterno e de Aala pelo materno, o que faria dele, um tiranicida, um descendente de dois tiranicidas. A efígie de Bruto nesta mesma moeda era uma representação, também imaginária, de Lúcio Bruto.